# Florentino Goikoetxea
Pour les articles homonymes, voir Goikoetxea.
Florentino Goikoetxea Beobide, né le 14 mars 1898 à Hernani et mort le 27 juillet 1980 à Ciboure, est un résistant basque espagnol de la Seconde Guerre mondiale qui s'illustre en tant que passeur du réseau d'évasion Comète. Il fait ainsi traverser les Pyrénées à 227 aviateurs alliés. Il reçoit la Médaille de George au Royaume-Uni, est fait chevalier de la Légion d'honneur en France et chevalier de l'ordre de Léopold II en Belgique,,,.

## Éléments biographiques
D'origine modeste, Florentino Goikoetxea nait à Hernani en Pays basque espagnol. Jardinier, il vit de petits boulots et s'adonne à la contrebande. En 1936, fuyant le franquisme, il part s'installer à Ciboure. Le 22 avril 1942, Manuel Iturrioz, le passeur attitré du réseau Comète est arrêté par les Allemands. Il parvient à s'échapper deux jours plus tard mais est contraint à la clandestinité. Le réseau Comète d'Andrée De Jongh recrute alors Goikoetxea pour servir de guide au travers des Pyrénées et permettre aux aviateurs alliés et aux résistants brûlés — comme ce fut le cas pour Peggy Van Lier — en territoire occupé de rallier l'Angleterre via l'Espagne et Gibraltar.
Florentino Goikoetxea prend en charge les groupes à la ferme Bidegain Berri de Frantxia Haltzuet à Urrugne et les amène, de nuit, après quatre heures de marche, à Oiartzun, aux portes de Saint-Sébastien. Au retour, Florentino Goikoetxea ramène différents courriers à destination de la résistance.
Le 26 juillet 1944, Florentino Goikoetxea est blessé par balles par les gardes-frontières allemands, bien qu'il soit parvenu à cacher les documents qu'il transportait, il est arrêté et emmené à l'hôpital de Bayonne. Le lendemain, 27 juillet, Elvire De Greef lui rend visite à l'hôpital et lui annonce qu'ils vont tenter quelque chose pour le libérer. Plus tard dans la journée, deux policiers allemands, Antoine Lopez et Jules Artola du Réseau Phratrie, se présentent à l'hôpital dans une ambulance conduite par Fernand De Greef, le mari d'Elvire. Ils se font passer pour des agents de la Gestapo et exigent d'emmener « leur prisonnier ». Ils remontent dans l'ambulance avec ce dernier et repartent tranquillement. Florentino Goikoetxea reste caché jusqu'à ce que les nazis abandonnent le Sud-Ouest de la France un mois plus tard,.
Entre 1942 et 1944, 227 personnes durent leur salut à son action. Il reçut de nombreuses décorations au Royaume-Uni, en Belgique et en France qui lui accorde la nationalité française en 1965,,,.

## Distinctions
En Belgique
- Médaille de la résistance armée 1940-1945
- Chevalier de l'ordre de Léopold II

Aux États-Unis
- Médaille de la Liberté

En France
- Médaille commémorative de la guerre 1939-1945
- Croix de guerre 1939-1945 avec palmes et citation à l'ordre de l'armée
- Chevalier de la légion d'honneur (distinction reçue à Biarritz)

Au Royaume-Uni
- King's Medal for Courage in the Cause of Freedom (distinction reçue à Buckingham)
- Médaille de George

## Reconnaissances
- Une allée porte son nom à Ciboure.
- Chaque année, le second week-end de septembre, « Les amis du réseau Comète » organisent une randonnée qui reprend l'itinéraire que Florentino effectuait jadis au travers des Pyrénées.